# Mai Narva
Mai Narva (* 22. Oktober 1999 in Tallinn) ist eine estnische Schachspielerin.

## Leben
Mai Narva stammt aus einer Schachfamilie. Ihr Großvater mütterlicherseits, Boris Ritow, gewann 1978 die Meisterschaft der Estnischen Sozialistischen Sowjetrepublik, ihre Großmutter mütterlicherseits, Merike Rõtova, trägt den Titel Fernschachgroßmeister der Frauen (WGM), ihr Vater, Jaan Narva, ist FIDE-Meister (FM) und ihre Mutter, Regina Narva, gewann die estnische Einzelmeisterschaft der Frauen 2011 und trägt den Titel FIDE-Meister der Frauen (WFM). Auch Mai Narvas Geschwister spielen Schach, ihre ältere Schwester Triin zum Beispiel ist ebenfalls WFM.
Mai Narva besuchte das Gustav-Adolf-Gymnasium in Tallinn. Vereinsschach spielt sie in Estland für den Spordiklubi Reval-Sport, in Deutschland für den OSG Baden-Baden und in Polen für den KSz Silesia Racibórz.

## Erfolge
2014 gewann Mai Narva in Batumi die U16-Europameisterschaft der Mädchen. In Estland hatte sie mehrere Jugendmeisterschaften aller Altersklassen gewonnen. Die estnische Einzelmeisterschaft der Frauen konnte sie 2014, 2016, 2017 und 2020 in Tallinn gewinnen.
2015 gewann sie, am ersten Brett spielend, die U18-Mannschaftseuropameisterschaft der weiblichen Jugend in Karpacz. Für die estnische Frauennationalmannschaft spielte sie gemeinsam mit ihrer Mutter und ihrer Schwester bei der Schacholympiade 2014 in Tromsø, wo sie mit 6,5 Punkten aus 11 Partien ein positives Ergebnis holte. Sie bezwang dort unter anderem die Frauengroßmeisterin Ana Srebrnič und die Internationale Meisterin Masha Klinova.
Seit November 2014 trägt sie den Titel Internationaler Meister der Frauen (WIM). Die Normen hierfür erzielte sie bei der Schacholympiade im August 2014 sowie eine weitere durch ihren Gewinn der U16-Mädchen-Europameisterschaft im Oktober 2014. Normen zum Erreichen des Frauengroßmeistertitels erreichte sie beim Rilton Cup 2017/18 in Stockholm, bei der Schacholympiade der Frauen 2018 in Batumi und bei der Europameisterschaft der Frauen im August 2021. Der WGM-Titel wurde ihr im November 2021 verliehen. Seit 2022 trägt sie ebenfalls den Titel Internationaler Meister (IM). Die Normen hierfür erzielte sie bei der Frauen-EM 2021, beim Foxwoods Open in Ledyard (Connecticut) im April 2022 sowie beim Open in Novi Sad im Juli 2022.
Mit ihrer höchsten Elo-Zahl von 2421 im August 2024 führte sie die estnische Elo-Rangliste der Frauen an.